# San Geronimo
San Geronimo – jednostka osadnicza w Stanach Zjednoczonych, w stanie Kalifornia, w hrabstwie Marin.